# 香芝市立香芝北中学校
香芝市立香芝北中学校（かしばしりつかしばきたちゅうがっこう）は、奈良県香芝市にある公立中学校。

## 概要
- 1999年（平成11年）に香芝市4番目の中学校として開校。
- 香芝市内で一番新しい中学校。
- 徒歩通学を推薦しているが志都美小学校区（西名阪道より北）の生徒は届出により自転車通学が可能。
- 生徒会活動がさかん。

## 学区
旭ヶ丘小学校 と 志都美小学校の通学区域。

## 所在地
- 住所:奈良県香芝市旭ヶ丘4-14
- 最寄駅:近鉄大阪線 二上駅

## 学区が隣接している学校
- 香芝市立香芝西中学校
- 香芝市立香芝中学校
- 上牧町立上牧中学校
- 上牧町立上牧第二中学校
- 王寺町立王寺南義務教育学校
- 王寺町立王寺北義務教育学校